# 다니구치 도모히코
다니구치 도모히코(일본어: 谷口 智彦, 1957년~)는 일본의 언론인이다.
2025년부터 일본회의 회장.